# Strömfelt

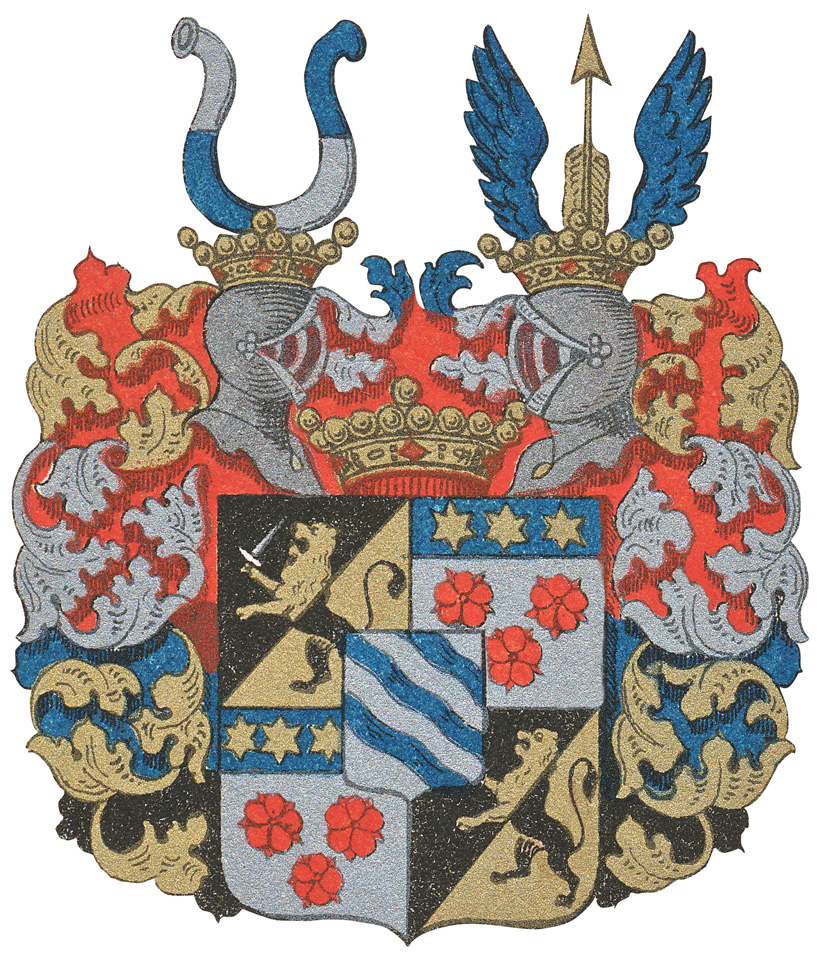
Heraldiskt vapen för friherrliga ätten Strömfelt nummer 105.

Strömfelt är namnet på en svensk adelsätt, där flera medlemmar erhållit friherrlig och grevlig värdighet. på Riddarhuset har dessa introducerats som sex ätter – utom den ursprungliga adliga som tre friherrliga och två grevliga ätter. Av dessa fortlever en friherrlig och en grevlig ätt- De grevliga värdigheten innehas endast av ättens huvudman, medan övriga medlemmar räknas till den friherrliga ätten.
Den 31 december 2021 var 56 personer med efternamnet Strömfelt folkbokförda i Sverige.

## Historik
Adelsätterna med namnet Strömfelt härstammar från
Sveriges agent i Helsingør Johan Fegræus (1587-1644), som 1632 adlades med detta namn och 1634 introducerades på Riddarhuset under nummer 224.
Johan Strömfelt hade tre söner, som förde släkten vidare.
Den äldste, landshövdingen i Skaraborgs län Harald Strömfelt (död 1707), upphöjdes 1696 till friherre och introducerades som sådan med nummer 105 året därpå.  Av dennes ättlingar fick 1799 bröderna Fredrik Georg och Carl Axel Strömfelt
grevlig värdighet med primogenitur och introducerades som grevar på nummer 106. Från amiralen och landshövdingen Fredrik Georg Strömfelt (1738–1814) härstammar den idag fortlevande ätten Strömfelt, där alltså huvudmannen har grevlig värdighet greve. Brodern, generallöjtnanten Carl Axel Strömfelt  var ogift.
De båda yngre sönerna till Johan Strömfelt hade vardera en son som fick friherrlig värdighet, och den ene av dessa blev också greve.
Juristen och riksrådet Johan Carl Strömfelt (1678–1736) friherre 1713 och introducerades 1719 på nummer 125. År 1731 upphöjdes han till greve på nummer 76. En ogift son, död 1737, slöt ätten på svärdssidan. 
Johan Carl Strömfelts kusin, jiristen och ämbetsmannen Otto Reinhold Strömfelt (1679–1744) blev friherre 1720 och introducerades samma år på nummer 173. Han hade inga manliga efterkommande och slöt därmed själv sin ätt på svärdssidan. En ogift broder till honom, död 1737 i rysk tjänst,  blev den siste manlige medlemmen av den ursprungliga adelsätten.

## Släktträd (urval)
Beteckningar i parentes avser Elgenstiernas tabellnummer för adelsätten (A), respektive friherre- och greveätten 105 och 106 (F)
- Johan Fegræis, adlad Strömfelt (1587–1644), diplomat (A1) 
  - Harald Strömfelt (död 1707), landshövding, friherre  (F1)
    - Hans Georg Strömfelt (1676–1733), hovrättsråd (F2)
      - Carl Harald Strömfelt (1709–1775), landshövding, president (F3)
        - Fredrik Georg Strömfelt (1738–1814), amiral och landshövding, greve (F4)
          - Hans Fredrik Harald Strömfelt (1779–1837), justitieråd (F5)
            - Fredrik Knut Harald Strömfelt (1831–1900), godsägare, greve (F6)
              - Carl Strömfelt (1862–1944), greve och diplomat
              - Fredrik Strömfelt (1863–1949), greve och militär
                - Carl Strömfelt (1894–1966), greve och militär
                - Harald Strömfelt (1898–1974), greve och militär

          - Carl Melker Strömfelt (1784–1857), generalmajor (F9)

        - Carl Axel Strömfelt (1740–1821), generallöjtnant, greve (F3f)

  - Gustaf Adolf Strömfelt (1640–1717), ståthållare (A2)
    - Otto Reinhold Strömfelt (1679–1744), friherre[5]
      - Hedvig Strömfelt (1723–1766), hernhutisk sångförfattare[5]

  - Carl Filip Strömfelt (1644 1690), ryttmästare (A3)
    - Johan Carl Strömfelt (1678 1736), friherre och greve [4], gift med
    - + Hedvig Elisabet Strömfelt (1687–1751), hovfunktionär
      - Ulrika Strömfelt (1724–1780), hovdam[4]